# Arrowbear Lake (California)
Arrowbear Lake es un área no incorporada ubicada en el condado de San Bernardino en el estado estadounidense de California.

## Geografía
Arrowbear Lake se encuentra ubicada en las coordenadas 34°12′39″N 117°5′0″O / 34.21083, -117.08333.